# Vélo Bleu
Vélo Bleu était un service de vélopartage dont la mise en service a eu lieu le 18 juillet 2009 à Nice, Saint-Laurent-du-Var et Cagnes-sur-Mer. Le service a été exploité par Veloway (Transdev) pour une durée de 15 ans jusqu'en février 2024, après son remplacement par une flotte sans stations ("free-floating") exploitée par des opérateurs privés.

## Installation
L'installation des stations se fera en plusieurs phases :
1. Juillet 2009 : hyper-centre et quartiers est-sud, 90 stations et 900 vélos ;
2. Février 2010 : quartiers ouest, 30 stations et 300 vélos ;
3. Juillet 2011 : quartiers est, quartier de la Madeleine, Cagnes-sur-Mer, Saint-Laurent-du-Var, 55 stations et 550 vélos.

Au total, selon la mairie de Nice, le réseau comptera 175 stations, 3 100 bornes d'accrochage et 1 750 vélos.

## Tarification
Les tarifs d'abonnement au service sont les suivants :
- Abonnement à la journée : 1,50 €
- Abonnement 7 jours : 5 €
- Abonnement mensuel : 10 €
- Abonnement annuel : 25 €
- Abonnement annuel pour les abonnés Lignes d'azur : 15 €

Les tarifs de location sont les suivants :
- Première demi-heure gratuite
- Entre une demi-heure et une heure : 1 €
- 2 € par heure supplémentaire.

## Difficultés techniques
Après seulement quelques semaines d'installation, le système de vélo en libre-service Vélo bleu a souffert des difficultés qu'ont également connues les autres systèmes de vélo en libre-service à leurs débuts : 
- Difficultés liées à l'emprunt et la restitution des vélos.
- Difficultés liées au vandalisme et au vol (plusieurs centaines de vélos en libre service ont disparu). Ainsi seulement dix semaines après l'inauguration, la société Véloway annonce être « en phase de renforcement technique » et apporte des modifications sur l'ensemble du système d'accroche (vélo et borne)[3].